# Justicia intergeneracional
El concepto de justicia intergeneracional se compone de los conceptos justicia y generación y denota las relaciones entre diferentes generaciones. Se refiere tanto a la relación entre generaciones viviendo al mismo tiempo como al vínculo entre las generaciones de hoy y las del futuro. Algunos ejemplos son las pensiones, el desempleo de jóvenes, la discriminación por edad, la protección del medio ambiente. Se considera que la justicia se ha alcanzado si las futuras generaciones tienen oportunidad de satisfacer sus propias necesidades de la misma forma que las generaciones posteriores.  

## Fundamentación filosófica
La operación para definir una idea de actos justos para las generaciones pasadas y futuras requiere un grado de extender la valoración de la justicia del acto presente al continuo del tiempo. Algunos filósofos y pensadores han dedicado reflexiones sobre este punto que cobra especial importancia en la actualidad ante el daño, en algunos puntos irreversible, que ya se ha causado y que resentirán las futuras generaciones. 
Debe tenerse en cuenta que nuestras acciones presentes pueden constituir un legado para la posteridad, aunque también muchos actos dejan una huella indeleble y dañina para las futuras generaciones.
Si bien, por la línea continua del tiempo, los juicios sobre el pasado son limitados, resulta posible hablar de un deber de respeto a la memoria y de una gratitud histórica en sentido de justicia. En sentido contrario puede hablarse de una conciencia histórica y al deber de resarcimiento hacia aquellos afectados por actos pasados. 
Desde una aproximación filosófica, aun desde las vertientes más variadas, existe una coincidencia en apuntar que existe un deber de conservación de ciertos bienes para las generaciones venideras. Particularmente, Marx consideraba a la tierra como un usufructo que debía legarse mejorado a las generaciones venideras. A Wolff, cuyo pensamiento ha permanecido enterrado, correspondió la primicia de elaborar un ideario estructurado sobre nuestro deber con las futuras generaciones. 
Wolff define a las generaciones futuras de manera sencilla y eficaz sosteniendo que son aquellos que han nacido una vez muertos quienes ahora viven. El filósofo funda nuestro deber hacia las futuras generaciones, considerando posible su cumplimiento, en la misma obligación natural de contribuir al perfeccionamiento corporal y anímico de otros hombres, así como retirarle sus imperfecciones. Advierte Wolff que existen acciones cuyos efectos permanecen in infinitum, incluso nosotros habiendo muerto desde hace mucho tiempo, esos son debidos a las generaciones posteriores.
El ideario de Wolff parece impecable, la cercanía no es importante, pues cada individuo que nace y nacerá tendrá derecho a gozar de, por lo menos, los mismos derechos humanos que se identifican en el presente. Como bienes transmisibles por un deber a las generaciones futuras, Wolff identifica a las ciencias, artes, virtudes morales y a la propia naturaleza en una operación multiplicadora y no solo en relación de igualdad. Es difícil negar que existen bienes de valor universal identificables y que deben ser custodiados para las futuras generaciones.

## Traslación de la justicia a la ciencia jurídica
Salvo algunas menciones aisladas e indirectas, no existe un reflejo de la justicia intergeneracional en el Derecho Internacional clásico; el primer instrumento internacional en el que emerge una voluntad por reconocerle fue la propia Carta de San Francisco, al expresar un desiderátum por prevenir a las generaciones venideras del flagelo de la guerra.
La justicia intergeneracional será mejor acabada si se logra una mejor justicia entre los grupos del tiempo presente, lo que implica reconocer un binomio entre justicia intrageneracional y justicia intergeneracional.
Como fundamento último, la justicia intergeneracional se sostiene en uno de los pilares de todo Derecho: no causar daño a nadie (sic utere tuo ut alienum non laedas). Esta operación puede ser extendida en el tiempo para alcanzar una mayor conciencia de la estela que nuestros actos dejarán en el futuro. La responsabilidad de la generación presente se extiende a todo aquel a quien se pueda proferir daño y que no tenga capacidad para hacer reclamos, por lo que puede considerarse a los menores de edad como primera generación beneficiaria; aunque en términos estructurales definir a las generaciones es intrascendente al ser obligaciones y derechos colectivos.
Puede considerarse, como lo hizo Rawls, que debemos resguardar un ahorro justo de ciertos bienes para las generaciones futuras, cuestión que corresponde a la justicia y no a la ética, por existir una relación de responsabilidad intergeneracional que puede concretarse y al ser iguales los derechos de cualquier generación independientemente de su colocación en la línea del tiempo.
Existen también objeciones a la justicia intergeneracional. Una de ellas es la "no existencia presente de las futuras generaciones". En respuesta se ha señaladoque la probabilidad es suficiente y que nuestras acciones si pueden afectarles. 
Otra objeción es la "no identidad individual de quienes pertenecerán a las futuras generaciones". A ese señalamiento se ha respondido que los individuos presentes ya somos deudores de nuestros antepasados y que los derechos de las generaciones futuras son colectivos por naturaleza, por lo que resultaría intrascendente la identificación de cada uno de los individuos que las conformarán. 
Otro argumento contrario a la justicia intergeneracional es la "intangibilidad", que tiene como contraargumento que el Derecho crea ficciones jurídicas a las que se pueden otorgar atributos jurídicos.
En otro orden de ideas, se ha señalado que las propias acciones humanas pueden conformar un “denso tejido intergeneracional”, como lo expresa Habermas, por lo que la misma Ética puede partir hacia el futuro que puede anticiparse.
Con los antecedentes señalados, se ha intentado configurar una teoría de la justicia intergeneracional. Una ausencia de ella, traería aparejada la irresponsabilidad ante seres futuros.
El catálogo de Edith Brown Weiss es un excelente punto de partida que se funda en tres principios básicos del legado a las futuras generaciones: i) conservación de opciones, ii) conservación de calidad, y iii) conservación de acceso. Lo anterior puede encontrarse en la acción presente y deben buscarse los mecanismos que puedan llevar a su materialización.
Así, la justicia intergeneracional puede entenderse como la voluntad de la generación actual de ser responsable en el cuidado del usufructo de los bienes de valor universal que debe resguardar para las futuras generaciones.

## Justicia intergeneracional desde laperspectiva de juventudes
La justicia intergeneracional al ser parte integral de otros conceptos como desarrollo sostenible, justicia social y derechos de niñez y juventudes debe tener un enfoque de forma integral y transversal. 
Cuando las nuevas generaciones tienen las mismas oportunidades para satisfacer sus necesidades que las generaciones anteriores, estamos hablando de justicia intergeneracional. Es un área en la que todos los países deberían haber avanzado; sin embargo, no solo no lo han hecho sino que, de acuerdo al informe, más de la mitad de los 41 estados de la OCDE y la UE han retrocedido en ese ámbito.
Lo anterior constituye un doble problema para las juventudes porque no se invierte lo suficiente en ellos y en el futuro tendrán que asumir los excesos de gasto en los que han incurrido las generaciones anteriores.